# Nevy-lès-Dole
Nevy-lès-Dole é uma comuna francesa na região administrativa de Borgonha-Franco-Condado, no departamento de Jura. Estende-se por uma área de 7,01 km². Em 2010 a comuna tinha 294 habitantes (densidade: 41,9 hab./km²).